# The Woman in the Suitcase
The Woman in the Suitcase é um filme de drama mudo produzido nos Estados Unidos, dirigido por Fred Niblo e lançado em 1920.